# 藏尼条约
《藏尼条约》是清朝统治的西藏噶厦和尼泊尔王国之间的一项条约，于廓藏戰爭发生后的1856年3月24日签订。《藏尼条约》给予尼泊尔在西藏地区免税等特权。因此有中国学者认为《藏尼条约》是一项不平等条约。中华人民共和国和尼泊尔建交后，该条约被废除。

## 条约内容

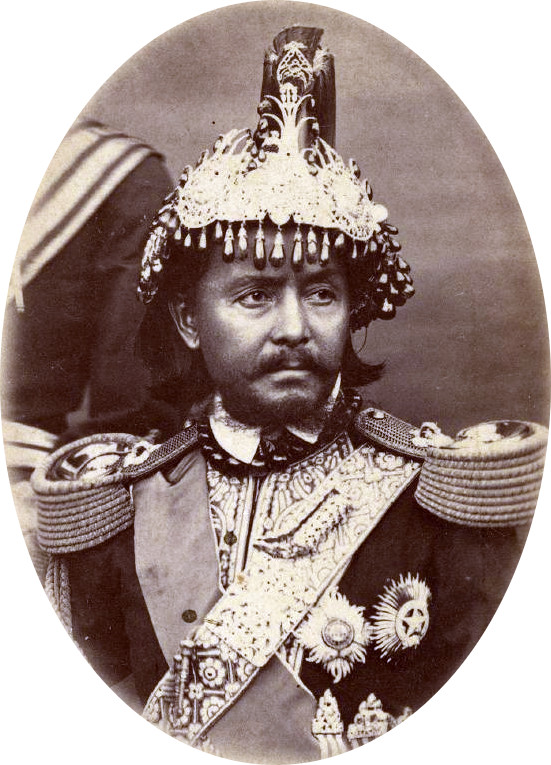
尼泊爾執政者江格·巴哈杜爾·拉納

廓藏戰爭发生后，雙方于咸豐六年（1856年）三月在尼泊爾的塔帕塔利（Thapathali）訂立藏尼条约，并盖清朝驻藏大臣之印。除序言外，條約共有十條，為
：
- （一）西藏年付廓尔喀赎金一万卢比(最後一次在1952年)。
- （二）廓尔喀、西藏历来礼敬大皇帝，西藏境内寺院满布，众多修行独居，虔奉教规；廓尔喀允嗣后西藏如遇外侮，廓尔喀尽力护助。
- （三）嗣后，廓尔喀商民，西藏不抽商税路税及他项税捐。
- （四）西藏允将以前所捕之锡克兵丁及战争中俘获之廓尔喀兵丁、官员、夫役、妇女、炮位归还廓尔喀；
廓尔喀亦允将西藏军队军火、牦牛及济隆、聂拉木、宗喀、布朗、绒辖各地西藏民人遗下一切物品归还西藏。
- （五）廓尔喀嗣后派高级官员一员，驻在拉萨，但不得派尼瓦尔人。
- （六）廓尔喀准在拉萨开设店铺，任便售买珠宝衣着粮食及其他各种物品。
- （七）拉萨商民如有争执，不容廓尔喀官员审讯；拉萨辖区内廓尔喀商民或加德满都回民如有争执，亦不容西藏官员审讯；
西藏民人与廓尔喀民人如有争执，两方官员会同审讯，西藏民人罚款，归西藏官员，廓尔喀商民及回民罚款，归廓尔喀官员。
- （八）廓尔喀人因杀人犯法逃往西藏者，西藏交出，送廓尔喀；西藏人因杀人犯法逃往廓尔喀，廓尔喀交出，送西藏。
- （九）西藏民人劫夺廓尔喀商民财产，西藏官员应予查究，责令归还原主。倘该犯不能归还原物，廓尔喀官员应令其立下甘结，限期偿还。
- （十）条约既经订立，两方均不得对附和廓尔喀之藏人身家财产或附和西藏之廓人身家财产施行报复。